# Schlettau
Schlettau − miasto w Niemczech, w kraju związkowym Saksonia, w powiecie Erzgebirgskreis (do 31 lipca 2008 w powiecie Annaberg), wchodzi w skład wspólnoty administracyjnej Scheibenberg-Schlettau. Do 29 lutego 2012 należało do okręgu administracyjnego Chemnitz.

## Geografia
Schlettau leży w paśmie gór Rudawy, ok. 5 km na południowy zachód od miasta Annaberg-Buchholz.
Jedyną dzielnicą miasta jest Dörfel.

## Zabytki
- Zamek Schlettau

## Miejscowości partnerskie
- Místo, Czechy
- Schnaittach, Bawaria
- Wolframs-Eschenbach, Bawaria